# Ciocani (gmina)
Ciocani – gmina w Rumunii, w okręgu Vaslui. Obejmuje miejscowości Ciocani, Crâng, Crângu Nou i Podu Petriș. W 2011 roku liczyła 1638 mieszkańców.